# マーサ (リョコウバト)
マーサ（Martha、1885年頃 - 1914年9月1日）は、アメリカ合衆国オハイオ州のシンシナティ動物園で飼育されていたメスのリョコウバト(Ectopistes migratorius)である。このハトは鳥の歴史が始まって以来最も多く生息し、一時は50億羽いたといわれるリョコウバトの最後の個体であった。ジョージ・ワシントン夫人マーサにちなんで「マーサ」と命名され、シンシナティ動物園で大切に飼育されていたが、1914年に死亡したためリョコウバトは絶滅した。

## 経緯
リョコウバトは、中央アメリカから北アメリカ東部に分布していた全長40センチメートルほどの大型のハトである。このハトは鳥の歴史が始まって以来最も多く生息していたとされ、その数は一時50億羽に上ったといわれる。その数が減少したのは北アメリカに入植した人々による乱獲に加えて、主食にしていたドングリを実らせるブナやコナラなどの樹林が、開拓によって次々と失われていったためであった。食糧も繁殖場も失ったリョコウバトは、1800年頃を境にして生息数が減少し始め、1850年頃にはその減少が明らかになっていた。この事態を受けてアメリカ合衆国の各州は、1860年代から1870年代にかけてリョコウバトの保護法案を次々に可決したが、人々の乱獲を止めることはできなかった。
リョコウバトの産卵は、1回につき1個のみであった。リョコウバトの繁殖群は、1896年4月にオハイオ州で記録されたものが最後であった。この年、リョコウバトはすでに25万羽を残すのみとなっていたが、ハンターたちはその群れを発見するや否や電報で連絡を取り合って乱獲を始めた。この結果、20万羽が殺され、4万羽が傷ついた。ヒナも殺されるか放置されるかという状態だったため、生き残ったリョコウバトは5000羽前後と推定された。1900年3月24日に同じくオハイオ州で少年が撃ち落とした1羽が、野生におけるリョコウバト最後の記録となった。
マーサは飼育下で生き残ることができた世界で最後のリョコウバトであった。シンシナティ動物園におけるリョコウバト飼育の歴史は、アーリー・W・スカーガー（en:Arlie W. Schorger）による論文『絶望的な混乱』（hopelessly confused）としてまとめられている。スカーガーは「マーサにまつわる話よりも不明瞭なものを見つけるのは困難なことだ」とまで言明していた。
一般に受け入れられている説は、リョコウバトの最後に残っていた野生の群れが、シカゴ大学の教授を務めていたチャールズ・オーティス・ホイットマンによって20世紀になる前に保護されたというものである。ホイットマンは当初、ウィスコンシン州のデヴィッド・ウィテカーという人物から6羽のリョコウバトを得た。そのうち2羽が繁殖に成功して、1885年頃に1羽のヒナが孵化した。このヒナはジョージ・ワシントン夫人マーサにちなんで「マーサ」と命名された。
ホイットマンはリョコウバトの行動を研究するために、カワラバトおよびシラコバトと一緒に飼育した。ホイットマンとシンシナティ動物園は野生のリョコウバトの減少を認識していたため、一貫してカワラバトにリョコウバトのタマゴを抱卵させようとする試みを含むリョコウバト繁殖の努力を続けた。これらの試みは不首尾に終わったため、ウィットマンは1902年にマーサをシンシナティ動物園に送った。
しかし他の情報源によると、マーサは1877年にシンシナティ動物園が購入した3つがいのリョコウバトの子孫だったという。また別の情報源では、1875年のシンシナティ動物園開業時はすでに22羽のリョコウバトを飼育していたと指摘されている。これらの情報源では、マーサが1885年にシンシナティ動物園で孵化したことと、リョコウバトが希少性がなかったために当初は飼育されていなかったものの来園者にこの種を詳しく見てもらうことが可能であることが主張された。
1907年11月の時点で、シンシナティ動物園にはマーサの他に2羽のオスのリョコウバトが飼育されていた。ミルウォーキーで飼育されていた4羽のオスが冬季に死亡したため、この3羽が最後のリョコウバトとなった。1909年4月にオス1羽が死に、1910年7月10日にもう1羽のオスも死んだ。マーサは「最後のリョコウバト」として有名になり、その姿を見るために多くの人々が動物園を訪れた。
動物園はマーサとつがいになる生きたオスのリョコウバト提供に1000ドルの報酬を約束し、さらに動物園への訪問者が増加した。マーサはその死の数年前から、脳卒中の症状によって衰弱し、動物園は飼育場のねぐらを低い位置に造り直した。その死は、突然のことであった。1914年9月1日午後1時、マーサは飼育場の床に横たわった状態で発見され、死亡が確認された。死亡時の推定年齢は、29歳であった。マーサの死は1つの種が絶滅に至った正確な時刻まで判明している稀有な例となった。

## 死後

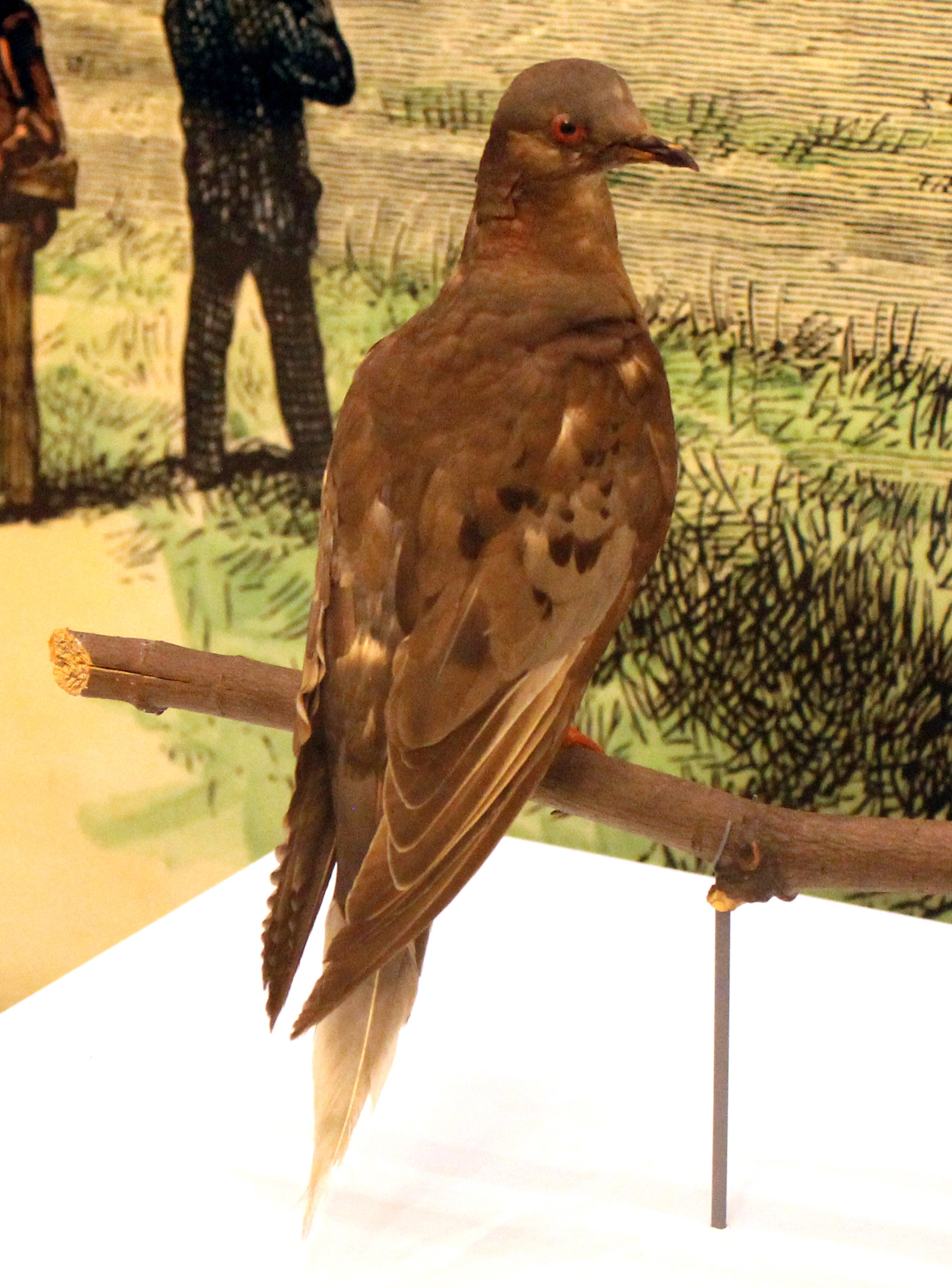
マーサ（2015年）

マーサの死は新聞で大々的に報道され、アメリカ合衆国の人々はその死を悼んだ。その遺骸は300ポンド（約140キログラム）の氷に詰められて、急行列車でシンシナティからワシントンのスミソニアン博物館に輸送された。死の直前、マーサの羽毛はほとんど抜け落ち、長い尾羽を含む2-3本の羽も失っていた。マーサは解剖などを経て剥製となり、国立自然史博物館に展示されることになった。
マーサは1920年代から1950年代初頭まで、国立自然史博物館の鳥類展示ホールに展示されていた。その体は、1873年にミネソタ州で撃ち落とされたオスのリョコウバトの剥製と一緒に発泡スチロール製の小さなブロックに固定された。その後1956年から1999年にかけて、マーサは世界の鳥類展示の一環として陳列された。この期間内に、マーサは2度国立自然史博物館を離れた。1度目は1966年にサンディエゴ動物学会（en:San Diego Zoo Global )保全会議50周年記念式典が開催されたときで、2度目は1974年6月のことでリョコウバトの記念式典のためにシンシナティ動物園に貸し出されたときであった。国立自然史博物館が世界の鳥類展示を終了した後に、マーサはシンシナティ動物園の特別展示物となった。マーサは2014年6月から2015年9月までの間、特別展「Once There Were Billions」開催のために国立自然史博物館で展示された。
マーサは「絶滅の脅威」の象徴として有名になった。ブルーグラス歌手のジョン・ヘラルド（en:John Herald）は、『マーサ-最後のリョコウバト』（Martha (Last of the Passenger Pigeons)）という歌を作っている。